# Gastone Moschin
Gastone Domenico Moschin, född 8 juni 1929 i San Giovanni Lupatoto, Veneto, död 4 september 2017 i Terni, Umbrien, var en italiensk skådespelare.

## Utmärkelser
Moschin har vunnit två Nastro d'argento-pris för bästa manliga biroll.

## Roller i urval
- 1960 – Det glada livet
- 1962 – Har du lust får du lov
- 1962 – Roaring Years
- 1965 – Otrogen på italienska
- 1966 – De förföriska
- 1969 – Fascisten
- 1972 – Kaliber 9
- 1973 – Paolo il caldo
- 1974 – Gudfadern del II
- 1974 – Squadra volante
- 1975 – Det gamla gänget
- 1976 – Kvinnan i fönstret
- 1977 – Hustru och älskarinna
- 1980 – Ökenlejonet
- 1991 – Min italienske far
- 2000–2001 – Don Matteo (TV-serie)